# Glossodoris pallida
Glossodoris immaculée
Espèce
Synonymes
- Chromodoris pallida (Rüppell & Leuckart, 1830)[1]
- Doris pallida Rüppell & Leuckart, 1830[1]
- Doris xantholeuca Ehrenberg, 1831[1]
- Glossodoris xantholeuca (Ehrenberg, 1831)[1]

Glossodoris pallida, communément appelé Glossodoris immaculée, est une espèce de nudibranches de la famille des Chromodorididae.

## Distribution
Ce glossodoris se rencontre dans les eaux tropicales de l'Indo-Ouest Pacifique soit des côtes orientales de l'Afrique aux îles Salomon.

## Habitat
Son habitat correspond à la zone récifale externe, sur les sommets ou sur les pentes jusqu'à la zone des 30 m de profondeur,.

## Description
Cette espèce peut mesurer plus de 35 mm.
Le corps de cet animal peut être décrit en deux parties distinctes, le pied et le manteau même si la jupe de ce dernier est réduite.
Le dessus du manteau et du pied est de teinte dominante blanche translucide avec une bordure blanche, jaune ou orange. Cette espèce se distingue par des marques blanches opaques dorsales.
Les rhinophores lamellés et le panache branchial sont de teinte similaire aux bordures du manteau et du pied soit blanc, jaune ou orange et ils sont rétractiles,.

## Éthologie
Glossodoris pallida est benthique et diurne, se déplace à vue sans crainte d'être pris pour une proie de par la présence de glandes défensives réparties dans les tissus du corps.

## Alimentation
Glossodoris pallida se nourrit principalement d'éponges siliceuses.